# 5347 Orestelesca
5347 Orestelesca eller 1985 DX2 är en asteroid i huvudbältet som upptäcktes 24 februari 1985 av den amerikanske astronomen Eleanor F. Helin vid Palomar-observatoriet. Den är uppkallad efter amatörastronomen Oreste Lesca.
Asteroiden har en diameter på ungefär 11 kilometer och den tillhör asteroidgruppen Eos.